# 2016-os Formula–1 abu-dzabi nagydíj
Az abu-dzabi nagydíj volt a 2016-os Formula–1 világbajnokság huszonegyedik, egyben utolsó futama, amelyet 2016. november 25. és november 27. között rendeztek meg az Egyesült Arab Emírségekbeli Yas Marina Circuit-en.

## Szabadedzések

### Első szabadedzés
Az abu-dzabi nagydíj első szabadedzését november 25-én, pénteken délután tartották.
| helyezés | versenyző          | csapat/motor         | elért idő | különbség | futott kör |
| -------- | ------------------ | -------------------- | --------- | --------- | ---------- |
| 1        | Lewis Hamilton     | Mercedes             | 1:42,869  | −         | 27         |
| 2        | Nico Rosberg       | Mercedes             | 1:43,243  | +0,374    | 30         |
| 3        | Max Verstappen     | Red Bull-TAG Heuer   | 1:43,297  | +0,428    | 25         |
| 4        | Daniel Ricciardo   | Red Bull-TAG Heuer   | 1:43,362  | +0,493    | 26         |
| 5        | Sebastian Vettel   | Ferrari              | 1:44,005  | +1,136    | 26         |
| 6        | Sergio Pérez       | Force India-Mercedes | 1:44,155  | +1,286    | 22         |
| 7        | Kimi Räikkönen     | Ferrari              | 1:44,556  | +1,687    | 26         |
| 8        | Carlos Sainz Jr.   | Toro Rosso-Ferrari   | 1:44,685  | +1,816    | 20         |
| 9        | Felipe Massa       | Williams-Mercedes    | 1:45,039  | +2,170    | 26         |
| 10       | Marcus Ericsson    | Sauber-Ferrari       | 1:45,168  | +2,299    | 19         |
| 11       | Alfonso Celis, Jr. | Force India-Mercedes | 1:45,476  | +2,607    | 25         |
| 12       | Romain Grosjean    | Haas-Ferrari         | 1:45,600  | +2,731    | 13         |
| 13       | Felipe Nasr        | Sauber-Ferrari       | 1:45,778  | +2,909    | 17         |
| 14       | Esteban Gutiérrez  | Haas-Ferrari         | 1:45,925  | +3,056    | 19         |
| 15       | Valtteri Bottas    | Williams-Mercedes    | 1:45,940  | +3,071    | 30         |
| 16       | Jolyon Palmer      | Renault              | 1:46,219  | +3,350    | 32         |
| 17       | Kevin Magnussen    | Renault              | 1:46,372  | +3,503    | 20         |
| 18       | Fernando Alonso    | McLaren-Honda        | 1:46,379  | +3,510    | 20         |
| 19       | Pascal Wehrlein    | Manor-Mercedes       | 1:46,458  | +3,589    | 28         |
| 20       | Jenson Button      | McLaren-Honda        | 1:47,127  | +4,258    | 10         |
| 21       | Jordan King        | Manor-Mercedes       | 1:47,558  | +4,689    | 26         |
| 22       | Danyiil Kvjat      | Toro Rosso-Ferrari   | 2:01,989  | +19,120   | 4          |

### Második szabadedzés
Az abu-dzabi nagydíj második szabadedzését november 25-én, pénteken este tartották.
| helyezés | versenyző         | csapat/motor         | elért idő | különbség | futott kör |
| -------- | ----------------- | -------------------- | --------- | --------- | ---------- |
| 1        | Lewis Hamilton    | Mercedes             | 1:40,861  | −         | 36         |
| 2        | Nico Rosberg      | Mercedes             | 1:40,940  | +0,079    | 38         |
| 3        | Sebastian Vettel  | Ferrari              | 1:41,130  | +0,269    | 31         |
| 4        | Max Verstappen    | Red Bull-TAG Heuer   | 1:41,389  | +0,528    | 24         |
| 5        | Daniel Ricciardo  | Red Bull-TAG Heuer   | 1:41,390  | +0,529    | 33         |
| 6        | Kimi Räikkönen    | Ferrari              | 1:41,464  | +0,603    | 34         |
| 7        | Valtteri Bottas   | Williams-Mercedes    | 1:41,959  | +1,098    | 35         |
| 8        | Sergio Pérez      | Force India-Mercedes | 1:42,041  | +1,180    | 35         |
| 9        | Nico Hülkenberg   | Force India-Mercedes | 1:42,264  | +1,403    | 36         |
| 10       | Felipe Massa      | Williams-Mercedes    | 1:42,268  | +1,407    | 36         |
| 11       | Fernando Alonso   | McLaren-Honda        | 1:42,366  | +1,505    | 33         |
| 12       | Jenson Button     | McLaren-Honda        | 1:42,823  | +1,962    | 24         |
| 13       | Esteban Gutiérrez | Haas-Ferrari         | 1:43,012  | +2,151    | 35         |
| 14       | Romain Grosjean   | Haas-Ferrari         | 1:43,108  | +2,247    | 17         |
| 15       | Jolyon Palmer     | Renault              | 1:43,272  | +2,411    | 33         |
| 16       | Esteban Ocon      | Manor-Mercedes       | 1:43,600  | +2,739    | 35         |
| 17       | Pascal Wehrlein   | Manor-Mercedes       | 1:43,754  | +2,893    | 33         |
| 18       | Felipe Nasr       | Sauber-Ferrari       | 1:43,903  | +3,042    | 36         |
| 19       | Marcus Ericsson   | Sauber-Ferrari       | 1:44,045  | +3,184    | 34         |
| 20       | Kevin Magnussen   | Renault              | 1:44,117  | +3,256    | 25         |
| 21       | Carlos Sainz Jr.  | Toro Rosso-Ferrari   | 1:44,478  | +3,617    | 5          |
| 22       | Danyiil Kvjat     | Toro Rosso-Ferrari   | 1:45,948  | +5,087    | 4          |

### Harmadik szabadedzés
Az abu-dzabi nagydíj harmadik szabadedzését november 26-án, szombaton délután tartották.
| helyezés | versenyző         | csapat/motor         | elért idő | különbség | futott kör |
| -------- | ----------------- | -------------------- | --------- | --------- | ---------- |
| 1        | Sebastian Vettel  | Ferrari              | 1:40,775  | −         | 15         |
| 2        | Max Verstappen    | Red Bull-TAG Heuer   | 1:40,912  | +0,137    | 20         |
| 3        | Kimi Räikkönen    | Ferrari              | 1:40,999  | +0,224    | 13         |
| 4        | Lewis Hamilton    | Mercedes             | 1:41,065  | +0,290    | 14         |
| 5        | Nico Rosberg      | Mercedes             | 1:41,168  | +0,393    | 18         |
| 6        | Daniel Ricciardo  | Red Bull-TAG Heuer   | 1:41,831  | +1,056    | 19         |
| 7        | Sergio Pérez      | Force India-Mercedes | 1:41,885  | +1,110    | 18         |
| 8        | Nico Hülkenberg   | Force India-Mercedes | 1:42,067  | +1,292    | 12         |
| 9        | Valtteri Bottas   | Williams-Mercedes    | 1:42,076  | +1,301    | 18         |
| 10       | Esteban Gutiérrez | Haas-Ferrari         | 1:42,354  | +1,579    | 15         |
| 11       | Fernando Alonso   | McLaren-Honda        | 1:42,585  | +1,810    | 13         |
| 12       | Jolyon Palmer     | Renault              | 1:42,616  | +1,841    | 17         |
| 13       | Jenson Button     | McLaren-Honda        | 1:42,664  | +1,889    | 14         |
| 14       | Felipe Massa      | Williams-Mercedes    | 1:42,683  | +1,908    | 19         |
| 15       | Romain Grosjean   | Haas-Ferrari         | 1:42,805  | +2,030    | 16         |
| 16       | Kevin Magnussen   | Renault              | 1:43,057  | +2,282    | 17         |
| 17       | Pascal Wehrlein   | Manor-Mercedes       | 1:43,145  | +2,370    | 16         |
| 18       | Carlos Sainz Jr.  | Toro Rosso-Ferrari   | 1:43,301  | +2,526    | 9          |
| 19       | Felipe Nasr       | Sauber-Ferrari       | 1:43,417  | +2,642    | 21         |
| 20       | Esteban Ocon      | Manor-Mercedes       | 1:43,733  | +2,958    | 14         |
| 21       | Danyiil Kvjat     | Toro Rosso-Ferrari   | 1:44,105  | +3,330    | 12         |
| 22       | Marcus Ericsson   | Sauber-Ferrari       | 1:44,238  | +3,463    | 19         |

## Időmérő edzés
Az abu-dzabi nagydíj időmérő edzését november 26-án, szombaton futották.
| helyezés              | rajtszám | versenyző         | csapat/motor         | 1. rész  | 2. rész  | 3. rész  | rajthely | futott kör |
| --------------------- | -------- | ----------------- | -------------------- | -------- | -------- | -------- | -------- | ---------- |
| 1                     | 44       | Lewis Hamilton    | Mercedes             | 1:39,487 | 1:39,382 | 1:38,755 | 1        | 12         |
| 2                     | 6        | Nico Rosberg      | Mercedes             | 1:40,511 | 1:39,490 | 1:39,058 | 2        | 12         |
| 3                     | 3        | Daniel Ricciardo  | Red Bull-TAG Heuer   | 1:41,002 | 1:40,429 | 1:39,589 | 3        | 17         |
| 4                     | 7        | Kimi Räikkönen    | Ferrari              | 1:40,338 | 1:39,629 | 1:39,604 | 4        | 14         |
| 5                     | 5        | Sebastian Vettel  | Ferrari              | 1:40,341 | 1:40,034 | 1:39,661 | 5        | 14         |
| 6                     | 33       | Max Verstappen    | Red Bull-TAG Heuer   | 1:40,424 | 1:39,903 | 1:39,818 | 6        | 13         |
| 7                     | 27       | Nico Hülkenberg   | Force India-Mercedes | 1:41,000 | 1:40,709 | 1:40,501 | 7        | 12         |
| 8                     | 11       | Sergio Pérez      | Force India-Mercedes | 1:40,864 | 1:40,743 | 1:40,519 | 8        | 12         |
| 9                     | 14       | Fernando Alonso   | McLaren-Honda        | 1:41,616 | 1:41,044 | 1:41,106 | 9        | 17         |
| 10                    | 19       | Felipe Massa      | Williams-Mercedes    | 1:41,157 | 1:40,858 | 1:41,213 | 10       | 15         |
| 11                    | 77       | Valtteri Bottas   | Williams-Mercedes    | 1:41,192 | 1:41,084 |          | 11       | 9          |
| 12                    | 22       | Jenson Button     | McLaren-Honda        | 1:41,158 | 1:41,272 |          | 12       | 14         |
| 13                    | 21       | Esteban Gutiérrez | Haas-Ferrari         | 1:41,639 | 1:41,480 |          | 13       | 16         |
| 14                    | 8        | Romain Grosjean   | Haas-Ferrari         | 1:41,467 | 1:41,564 |          | 14       | 15         |
| 15                    | 30       | Jolyon Palmer     | Renault              | 1:41,775 | 1:41,820 |          | 15       | 14         |
| 16                    | 94       | Pascal Wehrlein   | Manor-Mercedes       | 1:41,886 | 1:41,995 |          | 16       | 14         |
| 17                    | 26       | Danyiil Kvjat     | Toro Rosso-Ferrari   | 1:42,003 |          |          | 17       | 9          |
| 18                    | 20       | Kevin Magnussen   | Renault              | 1:42,142 |          |          | 18       | 6          |
| 19                    | 12       | Felipe Nasr       | Sauber-Ferrari       | 1:42,247 |          |          | 19       | 8          |
| 20                    | 31       | Esteban Ocon      | Manor-Mercedes       | 1:42,286 |          |          | 20       | 8          |
| 21                    | 55       | Carlos Sainz Jr.  | Toro Rosso-Ferrari   | 1:42,393 |          |          | 21       | 9          |
| 22                    | 9        | Marcus Ericsson   | Sauber-Ferrari       | 1:42,637 |          |          | 22       | 8          |
| 107%-os idő: 1:46,451 |          |                   |                      |          |          |          |          |            |

## Futam
Az abu-dzabi nagydíj futama november 27-én, vasárnap rajtolt.
| helyezés | rajtszám | versenyző         | csapat/motor         | futott kör | idő/kiesés oka   | rajthely | pont |
| -------- | -------- | ----------------- | -------------------- | ---------- | ---------------- | -------- | ---- |
| 1        | 44       | Lewis Hamilton    | Mercedes             | 55         | 1:38:04,013      | 1        | 25   |
| 2        | 6        | Nico Rosberg      | Mercedes             | 55         | +0,439           | 2        | 18   |
| 3        | 5        | Sebastian Vettel  | Ferrari              | 55         | +0,843           | 5        | 15   |
| 4        | 33       | Max Verstappen    | Red Bull-TAG Heuer   | 55         | +1,685           | 6        | 12   |
| 5        | 3        | Daniel Ricciardo  | Red Bull-TAG Heuer   | 55         | +5,315           | 3        | 10   |
| 6        | 7        | Kimi Räikkönen    | Ferrari              | 55         | +18,816          | 4        | 8    |
| 7        | 27       | Nico Hülkenberg   | Force India-Mercedes | 55         | +50,114          | 7        | 6    |
| 8        | 11       | Sergio Pérez      | Force India-Mercedes | 55         | +58,776          | 8        | 4    |
| 9        | 19       | Felipe Massa      | Williams-Mercedes    | 55         | +59,436          | 10       | 2    |
| 10       | 14       | Fernando Alonso   | McLaren-Honda        | 55         | +59,896          | 9        | 1    |
| 11       | 8        | Romain Grosjean   | Haas-Ferrari         | 55         | +1:16,777        | 14       |      |
| 12       | 21       | Esteban Gutiérrez | Haas-Ferrari         | 55         | +1:35,113        | 13       |      |
| 13       | 31       | Esteban Ocon      | Manor-Mercedes       | 54         | +1 kör           | 20       |      |
| 14       | 94       | Pascal Wehrlein   | Manor-Mercedes       | 54         | +1 kör           | 16       |      |
| 15       | 9        | Marcus Ericsson   | Sauber-Ferrari       | 54         | +1 kör           | 22       |      |
| 16       | 12       | Felipe Nasr       | Sauber-Ferrari       | 54         | +1 kör           | 19       |      |
| 17       | 30       | Jolyon Palmer     | Renault              | 54         | +1 kör           | 15       |      |
| ki       | 55       | Carlos Sainz Jr.  | Toro Rosso-Ferrari   | 41         | baleseti sérülés | 21       |      |
| ki       | 26       | Danyiil Kvjat     | Toro Rosso-Ferrari   | 14         | sebességváltó    | 17       |      |
| ki       | 22       | Jenson Button     | McLaren-Honda        | 12         | felfüggesztés    | 12       |      |
| ki       | 77       | Valtteri Bottas   | Williams-Mercedes    | 6          | felfüggesztés    | 11       |      |
| ki       | 20       | Kevin Magnussen   | Renault              | 5          | felfüggesztés    | 18       |      |

## A világbajnokság állása a verseny után (a vb végeredménye)
| H   | Versenyzők       | Pont | H   | Konstruktőrök        | Pont |
| --- | ---------------- | ---- | --- | -------------------- | ---- |
| 1.  | Nico Rosberg     | 385  | 1.  | Mercedes             | 765  |
| 2.  | Lewis Hamilton   | 380  | 2.  | Red Bull-TAG Heuer   | 468  |
| 3.  | Daniel Ricciardo | 256  | 3.  | Ferrari              | 398  |
| 4.  | Sebastian Vettel | 212  | 4.  | Force India-Mercedes | 173  |
| 5.  | Max Verstappen   | 204  | 5.  | Williams-Mercedes    | 138  |
| 6.  | Kimi Räikkönen   | 186  | 6.  | McLaren-Honda        | 76   |
| 7.  | Sergio Pérez     | 101  | 7.  | Toro Rosso-Ferrari   | 63   |
| 8.  | Valtteri Bottas  | 85   | 8.  | Haas-Ferrari         | 29   |
| 9.  | Nico Hülkenberg  | 72   | 9.  | Renault              | 8    |
| 10. | Fernando Alonso  | 54   | 10. | Sauber-Ferrari       | 2    |

(A teljes táblázat)

## Statisztikák
- Vezető helyen:
  - Lewis Hamilton: 43 kör (1-6, 10-28 és 38-55)
  - Nico Rosberg: 3 kör (7-8 és 29)
  - Daniel Ricciardo: 1 kör (9)
  - Sebastian Vettel: 8 kör (30-37)
- Lewis Hamilton 61. pole-pozíciója és 53. futamgyőzelme.
- Sebastian Vettel 28. versenyben futott leggyorsabb köre.
- A Mercedes 64. futamgyőzelme.
- Lewis Hamilton 104., Nico Rosberg 57., Sebastian Vettel 86. dobogós helyezése.
- Nico Rosberg. 1. egyéni világbajnoki címét szerezte meg a futamon.
- Nico Rosberg 206., egyben utolsó versenye.[2] Jenson Button 305., Felipe Massa 250. nagydíja.[3][4]